# Бернхард Сольмс-Браунфельсский
Принц Бернхард Сольмс-Браунфельсский (нем. Bernhard zu Solms-Braunfels; 9 апреля 1800, Браунфельс — 24 августа 1868, Oberbiel, Зольмс) — ганноверский государственный деятель, ганноверский (1855) и прусский (1867) генерал от кавалерии.   Кавалер российского ордена Святого Александра Невского (1855). 

## Биография
Выходец из немецкой владетельной семьи Сольмс-Браунфельс, второй сын владетельного князя Вильгельма Сольмс-Браунфельского (1759—1837). 
В 1821 году поступил поручиком в прусский гвардейский полк. В 1827 году был повышен до капитана, в 1827 году — до майора. В 1838 году вышел в отставку с прусской службы в звании полковника, и в следующем году в чине генерал-майора поступил на Ганноверскую службу. 
Здесь его служба продвигалась лучше. В 1845 году он был повышен до генерал-лейтенанта, а в 1855 году — до генерала от кавалерии, при этом занимал гражданскую должность председателя ганноверского Государственного совета.
В 1867 году, продолжая состоять на ганноверской службе, был официально признан также и прусским генералом от кавалерии. 
Был кавалером многочисленных орденов. 
Как и его отец, был видным масоном и членом марбургской ложи.  
Скончался в 1868 году бездетным и холостым.

## Некоторые награды
- Орден Святого Иоанна (кавалер, 1827)
- Орден Золотого Льва 1-й степени (1837)
- Королевский Гвельфский орден (большой крест, 1838)
- Орден Генриха Льва (большой крест)
- Орден Красного Орла (большой крест)
- Орден Святого Александра Невского (1855; алмазные знаки к ордену — 1856)